# پیج (ویرجینیای غربی)
پیج(به انگلیسی: Page) شهری در ایالت ویرجینیای غربی کشور ایالات متحده آمریکا است که جمعیت آن در سرشماری سال ۲۰۱۰ میلادی، ۲۲۴ نفر بوده‌است.